# ICOVA
Renewi Icova B.V. is een afvalverwerkingsbedrijf, gevestigd in Amsterdam.

## Geschiedenis
Icova werd in 1957 opgericht door Jan Visser onder de naam Wetrac NV. Het betrof een transportbedrijf dat zwaar materiaal met behulp van containers vervoerde. Het denkbeeld van containervervoer was geïnspireerd op een dergelijk vervoer in een Zwitserse steengroeve.
In 1962 werd de naam van het bedrijf omgezet in ICOVA (inzamel Combinatie van Afvalstoffen) en werd voor het eerst in Nederland de afvalcontainer geïntroduceerd. Op deze wijze kon, met name bij bedrijven, voorzien worden in het plaatsen, ophalen en wisselen van de containers. Deze activiteit bleek succesvol te zijn. Het bedrijf groeide en ging zich tevens richten op de verwerking van afval.
Rond 1980 werd een nieuw hoofdkantoor geopend aan de Kajuitweg 1 te Amsterdam. Er werd toen tevens een fabriek geopend voor het produceren van brandstofpellets uit afval, Icopower geheten.

## Groei en overname
Het bedrijf groeide vervolgens door overnames verder uit tot de Icova-groep, bestaande uit:
- Van Loenen Milieu in Hilversum
- Stoel Milieu in Vijfhuizen
- Van der Heiden Milieu in Zeewolde
- Tol Milieu in Purmerend en Burgerbrug

Bij de Icova-groep werken ongeveer 400 mensen.
In 2000 werd Icova overgenomen door het op de Londense beurs genoteerde Shanks. De Nederlandse tak van Shanks heeft meerdere vestigingen in Nederland waaronder in Amsterdam, Rotterdam en Utrecht.
Na de fusie tussen Van Gansewinkel en Shanks in februari 2017 gaat Icova sinds oktober 2017 verder onder de naam Renewi Icova B.V.